# Criterium de Setif
Il Criterium International de Setif (it. Circuito internazionale di Setif) è una corsa in linea maschile di ciclismo su strada che si svolge nella città di Sétif, in Algeria, ogni anno a marzo all'indomani del Tour International de Setif. Nata nel 2014, è subito entrata a far parte dell'UCI Africa Tour come evento di classe 1.2.

## Albo d'oro
Aggiornato all'edizione 2016.
| Anno | Vincitore          | Secondo               | Terzo                |
| ---- | ------------------ | --------------------- | -------------------- |
| 2014 | Mouhssine Lahsaini | Mekseb Debesay        | Salaheddine Mraouni  |
| 2015 | Mekseb Debesay     | Abdelbasset Hannachi  | Bilal Saada          |
| 2016 | Adil Barbari       | Abdelkader Belmokhtar | Abdelbasset Hannachi |